# Janvier 2006 en sport
 (juin 2021).
Si vous disposez d'ouvrages ou d'articles de référence ou si vous connaissez des sites web de qualité traitant du thème abordé ici, merci de compléter l'article en donnant les références utiles à sa vérifiabilité et en les liant à la section « Notes et références ».
Cette page concerne l'actualité sportive du mois de janvier 2006.

## Faits marquants

### Dimanche1erjanvier
- Saut à ski, tournée des quatre tremplins :  le Tchèque Jakub Janda a remporté le concours de Garmisch-Partenkirchen devant les Finlandais Janne Ahonen et Matti Hautamäki

### Mercredi4 janvier
- Biathlon, coupe du monde : en relais, l'Allemagne sur 4 x 7,5 km.
- Saut à ski, tournée des quatre tremplins : le Norvégien  Lars Bystøl a remporté le concours devant le Tchèque Jakub Janda et son compatriote Bjørn Einar Romøren. Jakub Janda prend la tête du classement de la tournée.

### Jeudi5 janvier
- Biathlon, Coupe du monde 2005-06 : en relais, la France s'impose sur 4 x 6 km féminin.
- Ski alpin, Coupe du monde :  l’Autrichienne Marlies Schild remporte le slalom de Zagreb devant sa compatriote Kathrin Zettel et la Croate Janica Kostelić.

- Hockey sur glace, Coupe d'Europe des clubs champions :
  - Kärpät Oulu   3 - 1 HC Davos
  - Dynamo Moscou 3 - 1 Slovan Bratislava.

### Vendredi6 janvier
- Hockey sur glace, Coupe d'Europe des clubs champions :
  - Frölunda Indians Göteborg   2 - 6 HC Davos ;
  - HC Moeller Pardubice 2 - 0 Slovan Bratislava.

### Samedi7 janvier
- Biathlon, Coupe du monde 2005-06 : le Français Vincent Defrasne gagne le 10 km sprint.

- Ski alpin, Coupe du monde : l'Autrichien Benjamin Raich a remporté le slalom géant d'Adelboden (Suisse) devant le Suédois Fredrik Nyberg et le Finlandais Kalle Palander.

- Saut à ski, Tournée des quatre tremplins : le Finlandais Janne Ahonen remporte le concours de Bischofshofen (Autriche) devant le Tchèque Jakub Janda et le Norvégien Roar Ljøkelsøy. Janne Ahonen et Jakub Janda remportent la tournée.

- Hockey sur glace, Coupe d'Europe des clubs champions :
  - Frölunda Indians 0 - 3 Kärpät Oulu ;
  - HC Moeller Pardubice 1 -5 Dynamo Moscou.

### Dimanche8 janvier
- Biathlon, Coupe du monde 2005-06 : le Norvégien Halvard Hanevold enlève le 15 km départ en ligne et l'Allemande Martina Glagow gagne sur le 12,5 km départ en ligne féminin.

- Ski alpin, Coupe du monde :
  - L'Autrichienne Marlies Schild a remporté le slalom de Maribor devant la Croate Janica Kostelić et la Suédoise Therese Borssen.
  - L'Italien Giorgio Rocca a remporté le slalom d'Adelboden devant l'Américain Ted Ligety et l'Autrichien Benjamin Raich.
- Hockey sur glace, Coupe d'Europe des clubs champions : le Dynamo Moscou remporte la finale face au Kärpät Oulu aux tirs au but après un score de 4 - 4 à la fin du temps règlementaire.
- Tennis, Tournoi ATP de Doha : le Suisse Roger Federer remporte la finale 6-3 7-6 face au Français Gaël Monfils.

### Lundi9 janvier
- Rallye Dakar, Moto : l'Australien Andy Caldecott se tue lors de la neuvième étape du Rallye.

### Mercredi11 janvier
- Biathlon, Coupe du monde 2005-06 : en relais, l'Allemagne remporte le 4 x 7,5 km et la Russie s'impose sur le 4 x 6 km féminin.

### Vendredi13 janvier
- Biathlon, Coupe du monde 2005-06 : le Norvégien Frode Andresen enlève le 10km sprint et la Française Sandrine Bailly gagne sur le 7,5 km sprint féminin.

- Rugby à XV, cinquième journée de la Coupe d'Europe : 
  - Poule 1 : Castres olympique 9-46 Munster Rugby ;
  - Poule 4 : Ulster Rugby 8-24 Biarritz olympique ;
  - Poule 5 : Bourgoin-Jallieu 9-24 Bath Rugby.

- Ski alpin, Coupe du monde :
  - La Suédoise Anja Pärson remporte la descente de Bad Kleinkirchheim (Autriche) devant l'Autrichienne Michaela Dorfmeister et la Suissesse Fränzi Aufdenblatten
  - L'Autrichien Benjamin Raich remporte le combiné de Wengen (Suisse) devant le Norvégien Kjetil André Aamodt et l'Italien Peter Fill.

### Samedi14 janvier
- Rugby à XV, cinquième journée de la Coupe d'Europe : 
  - Poule 2 : Cardiff Blues 3-21 USAP Perpignan ;
  - Poule 3 : Neath-Swansea Ospreys 26-12 Clermont-Auvergne ;
  - Poule 6 : Stade toulousain 19-13 London Wasps ;
  - Poule 6 : Edimbourg Rugby 33-32 Llanelli Scarlets.

- Ski alpin, Coupe du monde :
  - La Croate Janica Kostelić a remporté la descente de Bad Kleinkirchheim (Autriche) devant la Suédoise Nike Bent et l'Autrichienne Michaela Dorfmeister.
  - L'Américain Daron Rahlves a remporté la descente de Wengen (Suisse) devant les Autrichiens Michael Walchhofer et Fritz Strobl.

### Dimanche15 janvier
- Biathlon, coupe du monde 2005-06 : l'Allemand Michael Rösch remporte l'épreuve de poursuite de 12,5 km et la Norvégienne Liv Grete Poirée s'impose sur le 10 km poursuite féminine.

- Rallye Paris-Dakar : le Français Luc Alphand s'impose en voiture sur une Mitsubishi. L'Espagnol Marc Coma gagne le classement moto sur une KTM. Le binôme russe Yakubov et Savostin s'imposent chez les Camions sur un KAMAZ.

- Rugby à XV, cinquième journée Coupe d'Europe : 
  - Poule 1 : Sale Sharks 30-18 Newport Gwent Dragons ;
  - Poule 3 : Leicester Tigers 29-22 Stade français Paris ;
  - Poule 4 : Saracens 35-30 Benetton Rugby Trévise ;
  - Poule 5 : Leinster Rugby 46-22 Glasgow Rugby.

- Ski alpin, Coupe du monde :
  - La Croate Janica Kostelić remporte le super G de Bad Kleinkirchheim (Autriche) devant les Autrichiennes Michaela Dorfmeister et Alexandra Meissnitzer.
  - L'Italien Giorgio Rocca remporte le slalom de Wengen (Suisse) devant le Finlandais Kalle Palander et l'Allemand Alois Vogl.

### Mercredi18 janvier
- Patinage artistique, Championnats d'Europe à Lyon : le couple Tatiana Totmianina - Maksim Marinin décroche un cinquième titre européen.

### Jeudi19 janvier
- Biathlon, Coupe du monde 2005-06 : le Norvégien Frode Andresen remporte le sprint de 10 km et l'Allemande Kati Wilhelm s'impose sur le sprint 7,5 km féminin.

- Patinage artistique, Championnats d'Europe à Lyon : la Russe Irina Sloutskaïa est championne d'Europe pour la septième fois. Derrière Slutskaya, on trouve sa compatriote Ielena Sokolova sur la deuxième marche du podium et l'Italienne Carolina Kostner.

### Vendredi20 janvier
- Biathlon, Coupe du monde 2005-06 : l'Allemand Ricco Gross remporte 12,5 km poursuite masculine à Anterselva.

- Football, match d'ouverture de la Coupe d'Afrique des nations : Égypte 3-0 Libye.

- Rugby à XV, sixième journée de la Coupe d'Europe : 
  - Poule 3 : Clermont-Auvergne 27-40 Leicester Tigers ;
  - Poule 3 : Stade français Paris 43-10 Neath-Swansea Ospreys.

- Ski alpin, Coupe du monde :
  - L'Autrichien Hermann Maier remporte le super G masculin de Kitzbühel devant l'Italien Peter Fill et son compatriote Hannes Reichelt.
  - L'Autrichienne Michaela Dorfmeister remporte le super G féminin de Saint-Moritz devant la Slovène Tina Maze et sa compatriote Nicole Hosp.

### Samedi21 janvier
- Biathlon, coupe du monde 2005-06 : l'Allemande Kati Wilhelm remporte le 10 km poursuite féminine à Anterselva devant la Française Sandrine Bailly et la Russe Albina Akhatova.

- Football, Coupe d'Afrique des nations : 
  - Groupe A : Maroc 0-1 Côte d'Ivoire
  - Groupe B : Cameroun 3-1 Angola
  - Groupe B : Togo 0-2 RD Congo

- Rugby à XV, sixième journée de la Coupe d'Europe : 
  - Poule 1 : Newport Gwent Dragons 28-17 Castres olympique ;
  - Poule 1 : Munster Rugby 31-9 Sale Sharks ;
  - Poule 4 : Biarritz olympique 43-13 Saracens ;
  - Poule 4 : Benetton Rugby Trévise 26-43 Ulster Rugby ;
  - Poule 6 : London Wasps 53-17 Edimbourg Rugby ;
  - Poule 6 : Llanelli Scarlets 42-49 Stade toulousain.

- Patinage artistique, Championnats d'Europe à Lyon : le Russe Evgeni Plushenko enlève un cinquième titre de champion d'Europe devant le Suisse Stéphane Lambiel et Français Brian Joubert.

- Ski alpin, coupe du monde :
  - L'Autrichien Michael Walchhofer remporte la descente de Kitzbühel devant le Liechtensteinois Marco Büchel et l'Américain Daron Rahlves.
  - L'Autrichienne Michaela Dorfmeister remporte la descente de Saint-Moritz devant sa compatriote Renate Götschl et la Croate Janica Kostelić.

- Saut à ski, coupe du monde : le Norvégien Bjørn Einar Romøren remporte le concours de Sapporo devant son compatriote Roar Ljøkelsøy et le Japonais Takanobu Okabe.

- Ski de fond, coupe du monde :
  - La Canadienne Beckie Scott remporte le 2 x 7,5 km poursuite féminine à Oberstdorf.
  - L'Allemand Tobias Angerer remporte le 2 x 15 km poursuite masculine à Oberstdorf.

### Dimanche22 janvier
- Sport automobile, Championnat du monde des rallyes 2006 : le Finlandais Marcus Grönholm enlève sur une Ford le Rallye automobile Monte-Carlo devant le Français Sébastien Loeb (Citroën) et le Finlandais Toni Gardemeister (Peugeot).

- Biathlon, Coupe du monde :
  - Le Norvégien Ole Einar Björndalen remporte le 15 km départ en masse masculin à Anterselva devant le Français Raphaël Poirée et le Norvégien Frode Andresen.
  - L'Allemande Martina Glagow remporte le 12,5 km départ en masse féminin à Anterselva devant ses compatriotes Andrea Henkel et Uschi Disl.

- Football, Coupe d'Afrique des nations : 
  - Groupe C : Tunisie 4-1 Zambie
  - Groupe C : Afrique du Sud 0-2 Guinée

- Football américain, Saison NFL 2005, play offs, finales de conférence : 
  - NFC. Seattle Seahawks 34-14 Carolina Panthers
  - AFC. Denver Broncos 17-34 Pittsburgh Steelers
Pittsburgh rencontrera Seattle à l'occasion du Super Bowl XL.

- Rugby à XV, sixième journée de la Coupe d'Europe : 
  - Poule 2 : USAP Perpignan 45-0 Rugby Calvisano ;
  - Poule 2 : Leeds Tykes 48-13 Cardiff Blues ;
  - Poule 5 : Bath Rugby 23-35 Leinster Rugby ;
  - Poule 5 : Glasgow Rugby 50-35 Bourgoin-Jallieu.

- Patinage de vitesse, championnats du monde (sprint) à Heerenveen (Pays-Bas). Fin des épreuves du 500m et du 1000m.

- Ski alpin, Coupe du monde :
  - Le Français Jean-Pierre Vidal remporte le Slalom masculin à Kitzbühel devant les Autrichiens Reinfried Herbst et Benjamin Raich, qui remporte le combiné devant l'Américain Bode Miller et le Norvégien Aksel Lund Svindal
  - La Croate Janica Kostelić remporte le Super combiné féminin à Saint-Moritz devant la Suédoise Anja Pärson et l'Américaine Lindsey Kildow.

- Saut à ski, Coupe du monde : le Norvégien Roar Ljøkelsøy remporte le concours de Sapporo devant les Japonais Daiki Ito et Takanobu Okabe.

- Ski de fond, Coupe du monde :
  - La Suédoise Lina Andersson remporte le sprint féminin à Oberstdorf.
  - Le Finlandais Hannu Manninen le sprint masculin à Oberstdorf devant l'Allemand Georg Hettich et le Français Jason Lamy-Chappuis.

### Lundi23 janvier
- Football, Coupe d'Afrique des nations : 
  - Groupe D : Nigeria 1-0 Ghana ;
  - Groupe D : Zimbabwe 0-2 Sénégal.

### Mardi24 janvier
- Football, Coupe d'Afrique des nations : 
  - Groupe A : Côte d'Ivoire 2-1 Libye ;
  - Groupe A : Égypte 0-0 Maroc.

- Ski alpin, Coupe du monde : le Finlandais Kalle Palander a remporté le slalom de Schladming devant le Japonais Akira Sasaki et l'Autrichien Benjamin Raich.

- Tennis, Quarts de finale de l'Open d'Australie : 
  - Tableau masculin :
    - David Nalbandian bat Fabrice Santoro 7-5, 6-0, 6-0 ;
    - Márcos Baghdatís bat Ivan Ljubičić 6-4, 6-2, 4-6, 3-6, 6-3.

  - Tableau féminin :
    - Maria Charapova bat Nadia Petrova 7-6, 6-4 ;
    - Justine Henin-Hardenne bat Lindsay Davenport 2-6, 6-2, 6-3.

### Mercredi25 janvier
- Cyclisme, Tour de France : l'édition 2007 débutera à Londres. Le prologue et la première étape se tiendront outre-Manche.

- Football, Coupe d'Afrique des nations : 
  - Groupe B : Angola 0-0 République démocratique du Congo ;
  - Groupe B : Cameroun 2-0 Togo.

- Tennis, quarts de finale de l'Open d'Australie : 
  - Tableau masculin :
    - Nicolas Kiefer bat Sébastien Grosjean 6-3, 0-6, 6-4, 6-7, 8-6 ;
    - Roger Federer bat Nikolay Davydenko 6-4, 3-6, 7-6, 7-6.

  - Tableau féminin :
    - Amélie Mauresmo bat Patty Schnyder 6-3, 6-0 ;
    - Kim Clijsters bat Martina Hingis 6-3, 2-6, 6-4.

### Jeudi26 janvier
- Football, Coupe d'Afrique des nations : 
  - Groupe C : Zambie 1-2 Guinée
  - Groupe C : Tunisie 2-0 Afrique du Sud

- Handball, Championnat d'Europe masculin :
  - Groupe A : Pologne 33-24 Ukraine ;
  - Groupe A : Slovénie 29-25 Suisse ;
  - Groupe B : Allemagne 31-31 Espagne ;
  - Groupe B : France 35-21 Slovaquie ;
  - Groupe C : Serbie 31-36 Islande ;
  - Groupe C : Danemark 29-25 Hongrie ;
  - Groupe D : Croatie 24-21 Portugal ;
  - Groupe D : Russie 24-21 Norvège.

- Tennis, demi-finales de l'Open d'Australie : 
  - Tableau masculin :
    - Márcos Baghdatís bat David Nalbandian 3-6, 5-7, 6-3, 6-4, 6-4

  - Tableau féminin :
    - Justine Henin-Hardenne bat Maria Charapova 4-6, 6-1, 6-4
    - Amélie Mauresmo bat Kim Clijsters 5-7, 6-2, 3-2 abandon

### Vendredi27 janvier
- Football, Coupe d'Afrique des nations : 
  - Groupe C : Ghana 1-0 Sénégal ;
  - Groupe C : Nigeria 2-0 Zimbabwe.

- Handball, Championnat d'Europe masculin :
  - Groupe C : Hongrie 24-29 Serbie-Montenegro ;
  - Groupe C : Islande 28-28 Danemark ;
  - Groupe D : Portugal 32-35 Russie ;
  - Groupe D : Norvège 28-32 Croatie.

- Ski alpin, Coupe du monde : la Suédoise Anja Pärson remporte le super G féminin à Cortina d'Ampezzo (Italie) devant les Américaines Julia Mancuso et Lindsey Kildow.

- Tennis, demi-finale du tableau masculin de l'Open d'Australie : Roger Federer bat Nicolas Kiefer 6-3, 5-7, 6-0, 6-2.

### Samedi28 janvier
- Football, Coupe d'Afrique des nations : 
  - Groupe A : Égypte 3-1 Côte d'Ivoire ;
  - Groupe A : Maroc 0-0 Libye.

- Handball, Championnat d'Europe masculin :
  - Groupe A : Suisse 31-31 Pologne ;
  - Groupe A : Slovénie 33-31 Ukraine ;
  - Groupe B : Slovaquie 26-31 Allemagne ;
  - Groupe B : France 26-29 Espagne.

- Saut à ski, Coupe du monde : le Finlandais Matti Hautamäki remporte le premier concours de Zakopane (Pologne).

- Ski alpin, Coupe du monde : 
  - Le Finlandais Hermann Maier remporte la descente masculine à Garmisch (Allemagne) ;
  - L'Autrichienne Renate Götschl remporte la descente féminine à Cortina d'Ampezzo (Italie) .

- Tennis, finale du tableau féminin Open d'Australie : Amélie Mauresmo bat Justine Henin-Hardenne 6-1, 2-0 abandon

### Dimanche29 janvier
- Cyclo-cross, Championnat du monde à Zeddam (Pays-Bas) : le Belge Erwin Vervecken est champion du monde de cyclo-cross devant son compatriote Bart Wellens et le Français Francis Mourey.

- Football, Coupe d'Afrique des nations : 
  - Groupe A : Angola 3-2 Togo ;
  - Groupe A : Cameroun 2-0 RD Congo.

- Handball, Championnat d'Europe masculin :
  - Groupe A. Slovénie 33-25 Pologne
  - Groupe A : Suisse 30-37 Ukraine ;
  - Groupe B : Slovaquie 25-34 Espagne ;
  - Groupe B : France 27-25 Allemagne ;
  - Groupe C : Danemark 33-29 Serbie ;
  - Groupe C : Hongrie 35-31 Islande ;
  - Groupe D : Norvège 27-37 Portugal ;
  - Groupe D : Croatie 29-30 Russie.

- Saut à ski, Coupe du monde : le Finlandais Matti Hautamäki remporte le 2e concours à Zakopane (Pologne) .

- Ski alpin, Coupe du monde : 
  - L'Autrichien Christoph Gruber remporte le super G masculin à Garmisch (Allemagne) ;
  - L'Autrichienne Nicole Hosp remporte le slalom géant féminin à Cortina d'Ampezzo (Italie) .

- Sports équestres : Coupe du monde de saut d'obstacles à Amsterdam (Pays-Bas).

- Sport hippique : Jag de Bellouet drivé par Christophe Gallier remporte le Prix d'Amérique à l'Hippodrome de Vincennes (Paris).

- Tennis, finale du tableau masculin de l'Open d'Australie : Roger Federer bat Márcos Baghdatís 5-7, 7-5, 6-0, 6-2.

### Lundi30 janvier
- Football, Coupe d'Afrique des nations : 
  - Groupe C : Tunisie 0-3 Guinée ;
  - Groupe C : Zambie 1-0 Afrique du Sud.

### Mardi31 janvier
- Football, Coupe d'Afrique des nations : 
  - Groupe D : Ghana 1-2 Zimbabwe ;
  - Groupe D : Nigeria 2-1 Sénégal.

- Handball, Championnat d'Europe masculin :
  - Groupe 1 : France 34-30 Slovénie ;
  - Groupe 1 : Allemagne 36-22 Ukraine ;
  - Groupe 1 : Pologne 25-34 Espagne ;
  - Groupe 2 : Danemark 30-31 Croatie ;
  - Groupe 2 : Russie 32-34 Islande ;
  - Groupe 2 : Serbie 26-25 Norvège.